# Partição da Índia

Mapa da partição da Índia, 1947

A Partição da Índia conduziu à criação em 14 de agosto de 1947 e 15 de agosto de 1947, respectivamente, de dois estados soberanos, como resultado da independência da Índia britânica concedida pelo Reino Unido: o Domínio do Paquistão (posteriormente República islâmica do Paquistão); e a União Indiana (posteriormente República da Índia). A 'partição' refere-se à divisão da província de Bengala da Índia britânica na província paquistanesa de Bengala Oriental (posteriormente Paquistão Oriental hoje Bangladesh) e da província indiana de Bengala Ocidental, e também à partição de forma similar da região do Punjab da Índia britânica entre os dois novos estados: a província de Punjab (Paquistão) e na província indiana de Punjab (Índia). Houve além da divisão do Exército da Índia Britânica, do Indian Civil Service e de outros serviços administrativos, de transportes, do tesouro central e de outros bens.

## Leituras complementares

### Monografias académicas
- Ansari, Sarah. 2005. Life after Partition: Migration, Community and Strife in Sindh: 1947—1962. Oxford, UK: Oxford University Press. 256 pages. ISBN 0-19-597834-X
- Butalia, Urvashi. 1998. The Other Side of Silence: Voices from the Partition of India. Durham, NC: Duke University Press. 308 pages. ISBN 0-8223-2494-6
- Chatterji, Joya. 2002. Bengal Divided: Hindu Communalism and Partition, 1932—1947. Cambridge and New York: Cambridge University Press. 323 pages. ISBN 0-521-52328-1
- Gilmartin, David. 1988. Empire and Islam: Punjab and the Making of Pakistan. Berkeley: University of California Press. 258 pages. ISBN 0-520-06249-3
- Gossman, Partricia. 1999. Riots and Victims: Violence and the Construction of Communal Identity Among Bengali Muslims, 1905-1947. Westview Press. 224 pages. ISBN 0-8133-3625-2
- Hansen, Anders Bjørn. 2004. "Partition and Genocide: Manifestation of Violence in Punjab 1937-1947", India Research Press. ISBN 978-81-87943-25-9
- Ikram, S. M. 1995. Indian Muslims and Partition of India. Delhi: Atlantic. ISBN 81-7156-374-0
- Kaur, Ravinder. 2007. "Since 1947: Partition Narratives among Punjabi Migrants of Delhi". Oxford University Press.   ISBN 978-0-19-568377-6
- Page, David, Anita Inder Singh, Penderel Moon, G. D. Khosla, and Mushirul Hasan. 2001. The Partition Omnibus: Prelude to Partition/the Origins of the Partition of India 1936-1947/Divide and Quit/Stern Reckoning. Oxford University Press. ISBN 0-19-565850-7
- Pandey, Gyanendra. 2002. Remembering Partition:: Violence, Nationalism and History in India. Cambridge, UK: Cambridge University Press. 232 pages. ISBN 0-521-00250-8
- Raza, Hashim S. 1989. Mountbatten and the partition of India. New Delhi: Atlantic. ISBN 81-7156-059-8
- Shaikh, Farzana. 1989. Community and Consensus in Islam: Muslim Representation in Colonial India, 1860—1947. Cambridge, UK: Cambridge University Press. 272 pages. ISBN 0-521-36328-4
- Talbot, Ian and Gurharpal Singh (eds). 1999. Region and Partition: Bengal, Punjab and the Partition of the Subcontinent. Oxford and New York: Oxford University Press. 420 pages. ISBN 0-19-579051-0
- Talbot, Ian. 2002. Khizr Tiwana: The Punjab Unionist Party and the Partition of India. Oxford and New York: Oxford University Press. 216 pages. ISBN 0-19-579551-2
- Talbot, Ian. 2006. Divided Cities: Partition and Its Aftermath in Lahore and Amritsar. Oxford and Karachi: Oxford University Press. 350 pages. ISBN 0-19-547226-8
- Wolpert, Stanley. 2006. Shameful Flight: The Last Years of the British Empire in India. Oxford and New York: Oxford University Press. 272 pages. ISBN 0-19-515198-4
- J. Butler, Lawrence. 2002. Britain and Empire: Adjusting to a Post-Imperial World. London: I.B.Tauris. 256 pages. ISBN 1-86064-449-X

### Artigos
- Veena. Das. "Fronteiras, violência e o trabalho do tempo: alguns temas witgensteinianos". RBCS, v. 14, n; 40. jun 1999
- Gilmartin, David. 1998. "Partition, Pakistan, and South Asian History: In Search of a Narrative." The Journal of Asian Studies, 57(4):1068-1095.
- Jeffrey, Robin. 1974. "The Punjab Boundary Force and the Problem of Order, August 1947" - Modern Asian Studies 8(4):491-520.
- Kaur Ravinder. 2007. "India and Pakistan: Partition Lessons". Open Democracy.
- Kaur, Ravinder. 2006. "The Last Journey: Social Class in the Partition of India". Economic and Political Weekly, June 2006. www.epw.org.in
- Mookerjea-Leonard, Debali. 2005. "Divided Homelands, Hostile Homes: Partition, Women and Homelessness". Journal of Commonwealth Literature, 40(2):141-154.
- Morris-Jones. 1983. "Thirty-Six Years Later: The Mixed Legacies of Mountbatten's Transfer of Power". International Affairs (Royal Institute of International Affairs), 59(4):621-628.
- Spate, O. H. K.(1947),"«The Partition of the Punjab and of Bengal» (em inglês) ",The Geographical Journal110 (4/6):  201-218
- Spear, Percival. 1958. "Britain's Transfer of Power in India." Pacific Affairs, 31(2):173-180.
- Talbot, Ian. 1994. "Planning for Pakistan: The Planning Committee of the All-India Muslim League, 1943-46". Modern Asian Studies, 28(4):875-889.
- Visaria, Pravin M. 1969. "Migration Between India and Pakistan, 1951-61" Demography, 6(3):323-334.